# キタヤマオウレン
キタヤマオウレン（北山黄蓮、学名：Coptis kitayamensis Kadota）は、キンポウゲ科オウレン属に分類される常緑多年生の1種。奥山春季により原色日本野外植物図譜6 補遺
I（誠文堂新光社，1972）にバイカオウレンの変種（学名：Coptis quinquefolia Miq. var. kitayamensis Okuyama）として発表されていたキタヤマオウレンが、2011年に門田裕一により新種のCoptis kitayamensis Kadotaと記載された。種小名（kitayamensis）は、この標本が採集された当時の分布域の岐阜県山県郡北山村（現山県市）に由来する。

## 特徴
地下走出枝をもつ。草丈は高さ5-10 cm、果期に15 cmに達する。葉は3出複葉で越冬し、普通3全裂し、分布域の西部（福井県西部、滋賀県北部、京都府東部）には葉身が掌状に5全裂して一見バイカオウレンに似た個体が出現する。頂小葉は倒卵形で基部はくさび形となって小葉柄が不明瞭であり、側小葉は上半部で3裂するかあるいは中部で2浅裂-深裂する。

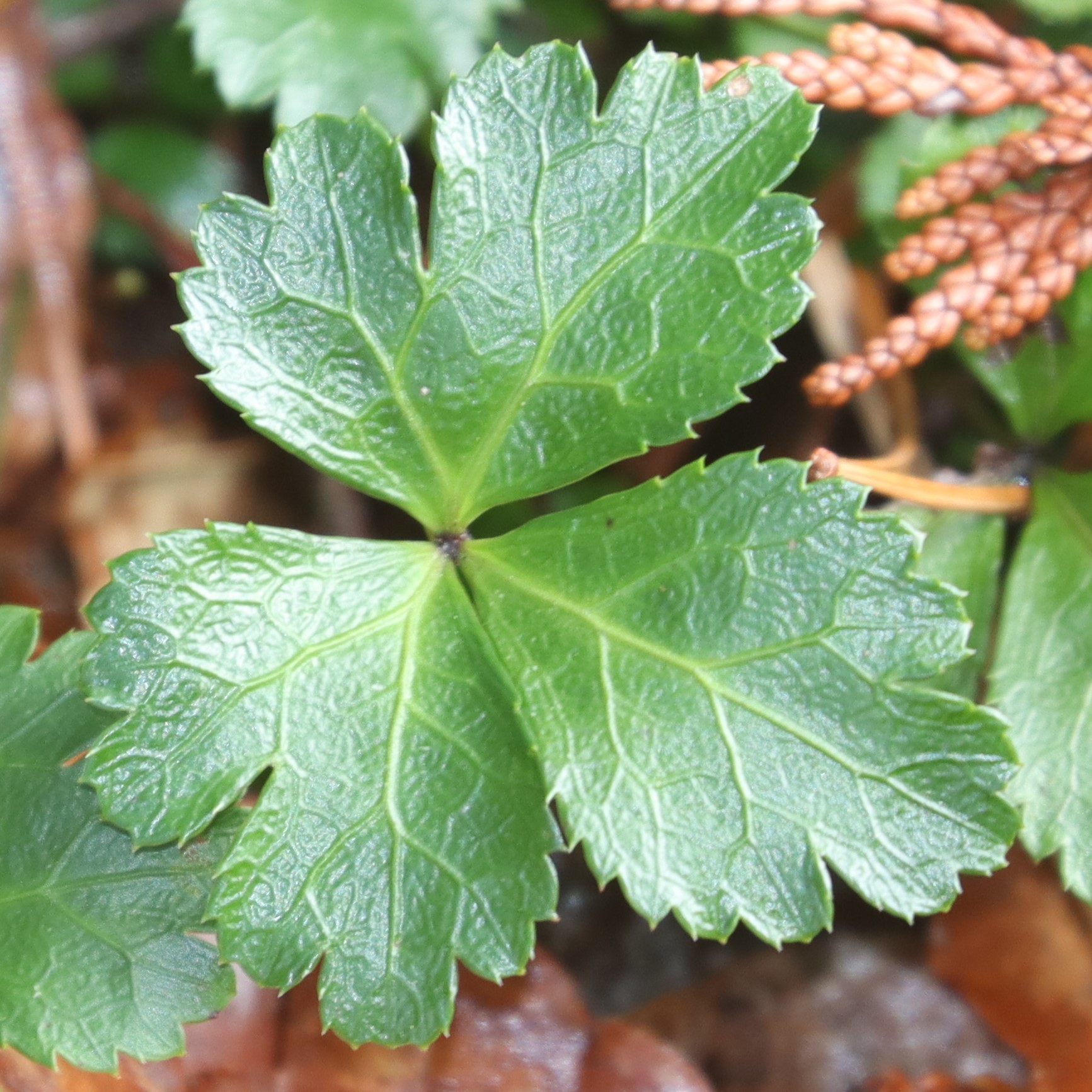
葉は普通3全裂し、基部の小葉柄は不明瞭
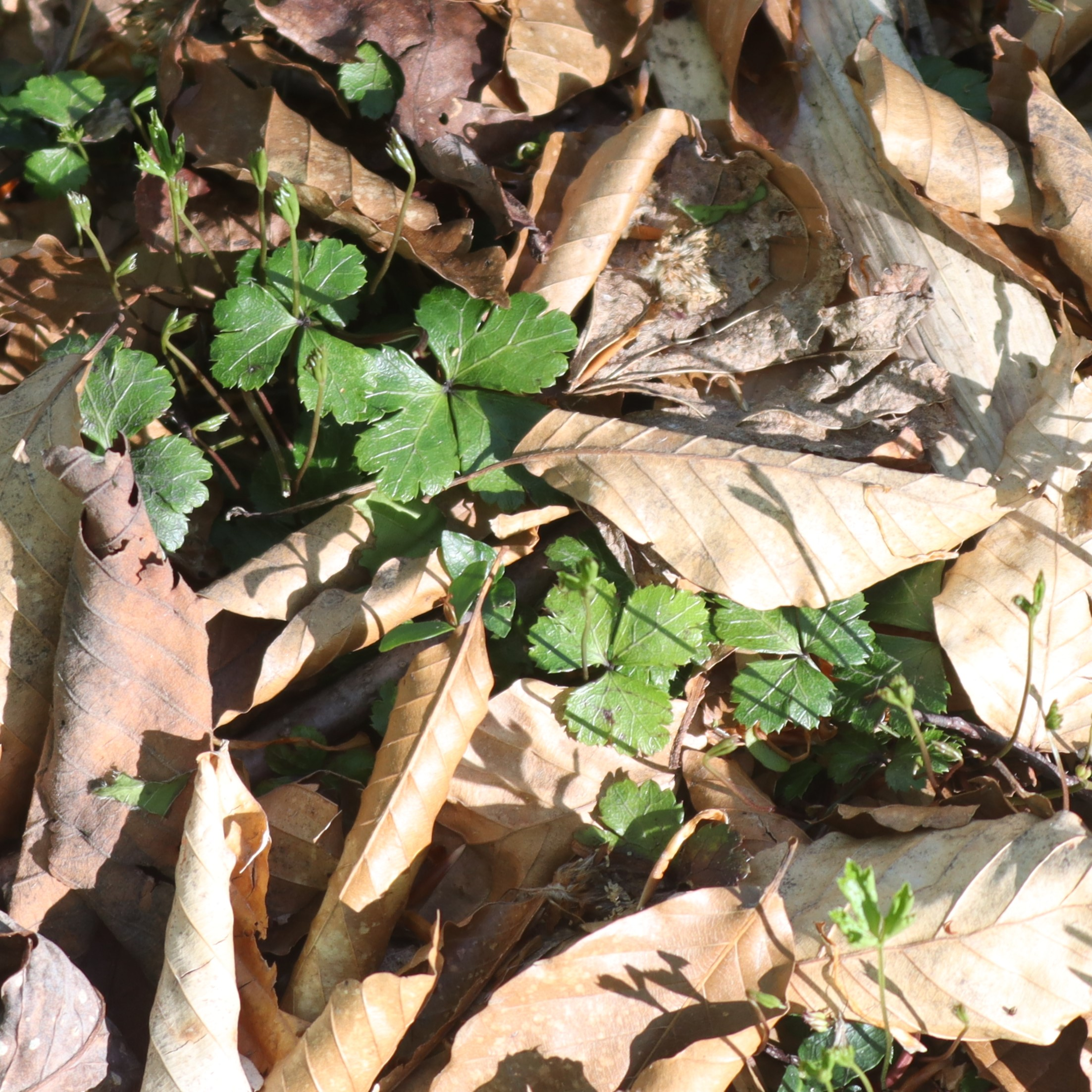
越冬する常緑の葉と新たに出現し展開する葉
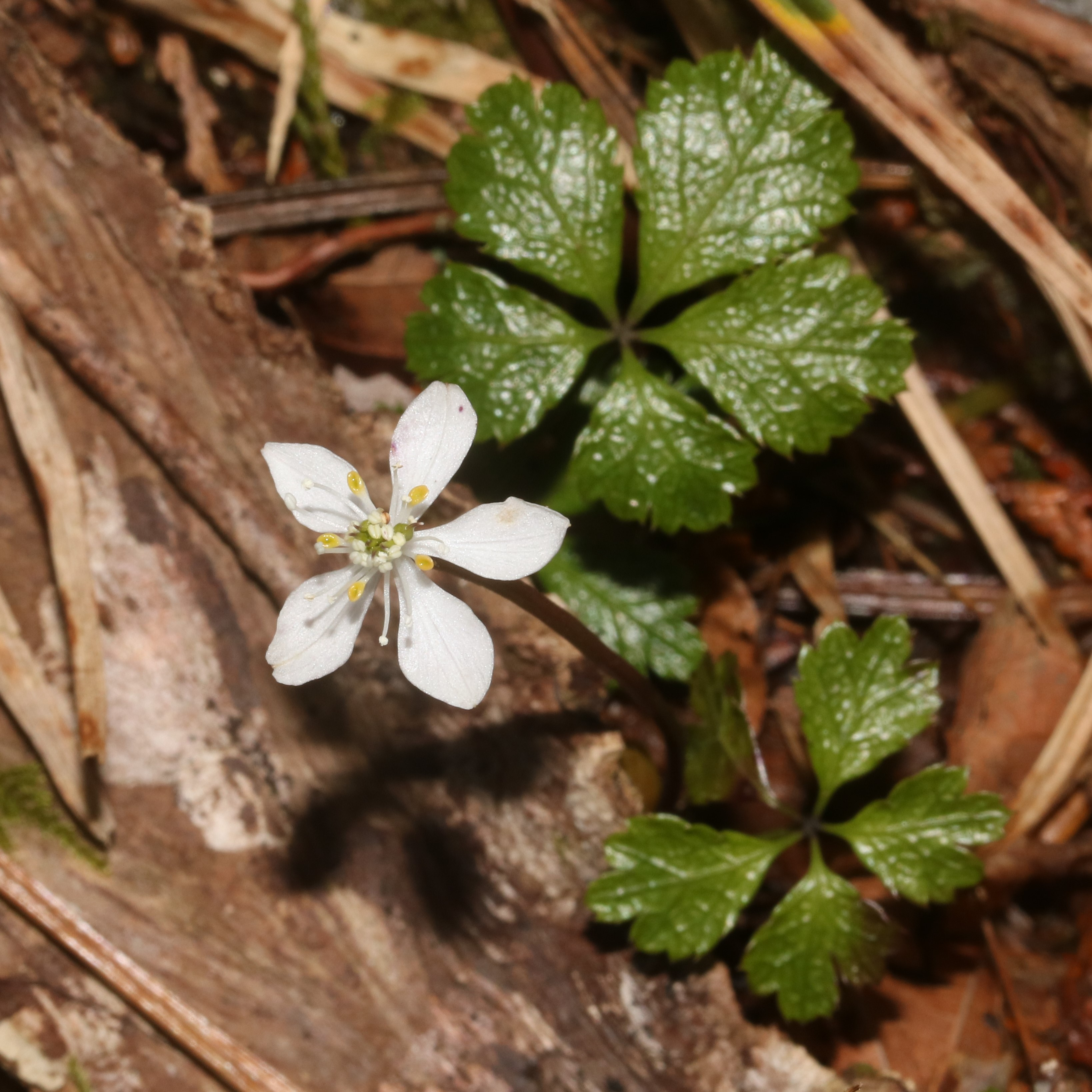
バイカオウレンの葉は5全裂し、基部の小葉柄は明瞭

花茎は暗褐色。花は単生し、放射相称、直径18-24  mm、花弁の舷部は柄杓形。5-6個の大きな萼片は白色で、倒卵状楕円形で、長さ 9–12 mm、幅4.5–5.5 mm で細長く爪（柄）が明瞭に認めらる。萼片より蜜を出す花弁の小さな蜜弁がある。花期は3-6月。

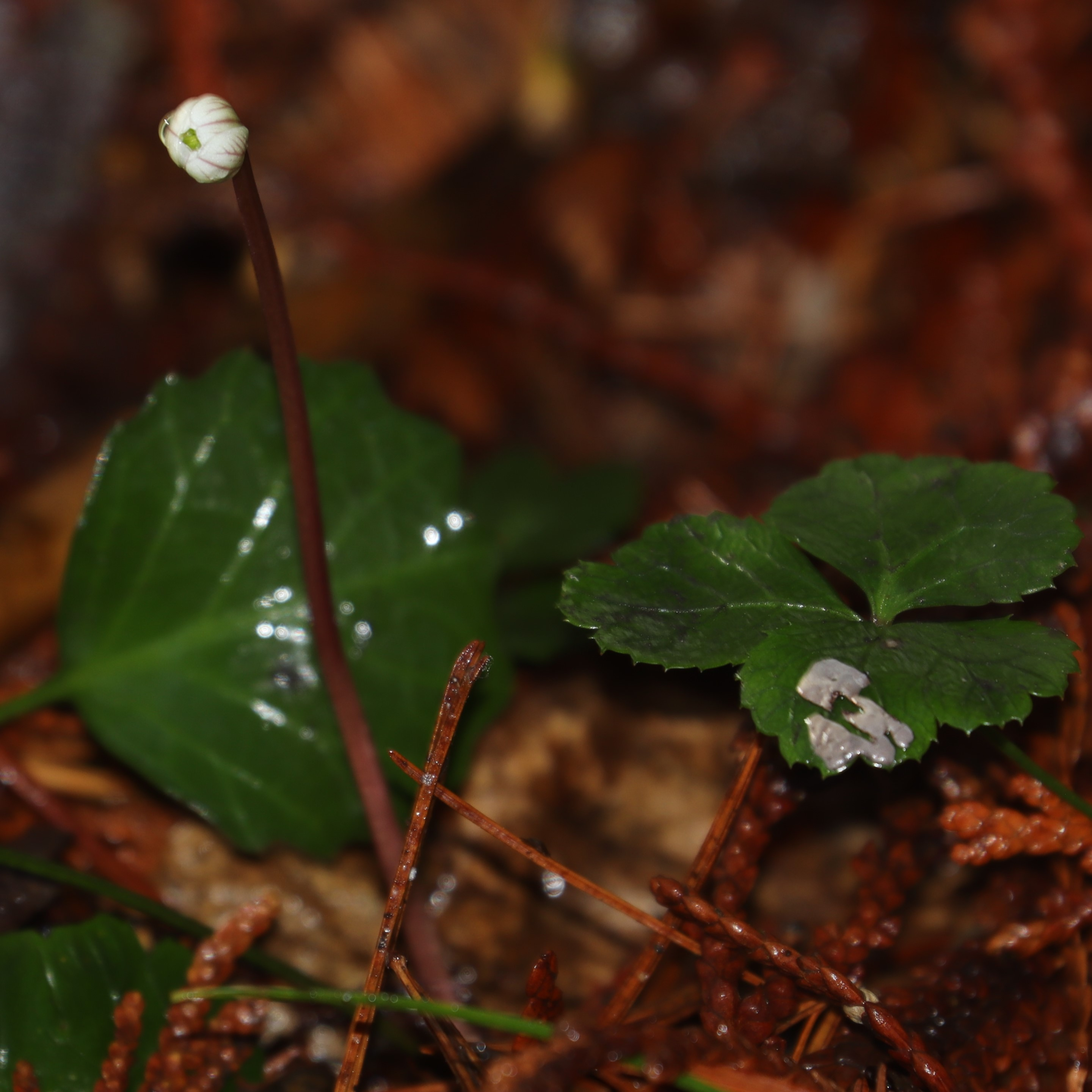
暗褐色の花茎に単生する花の蕾
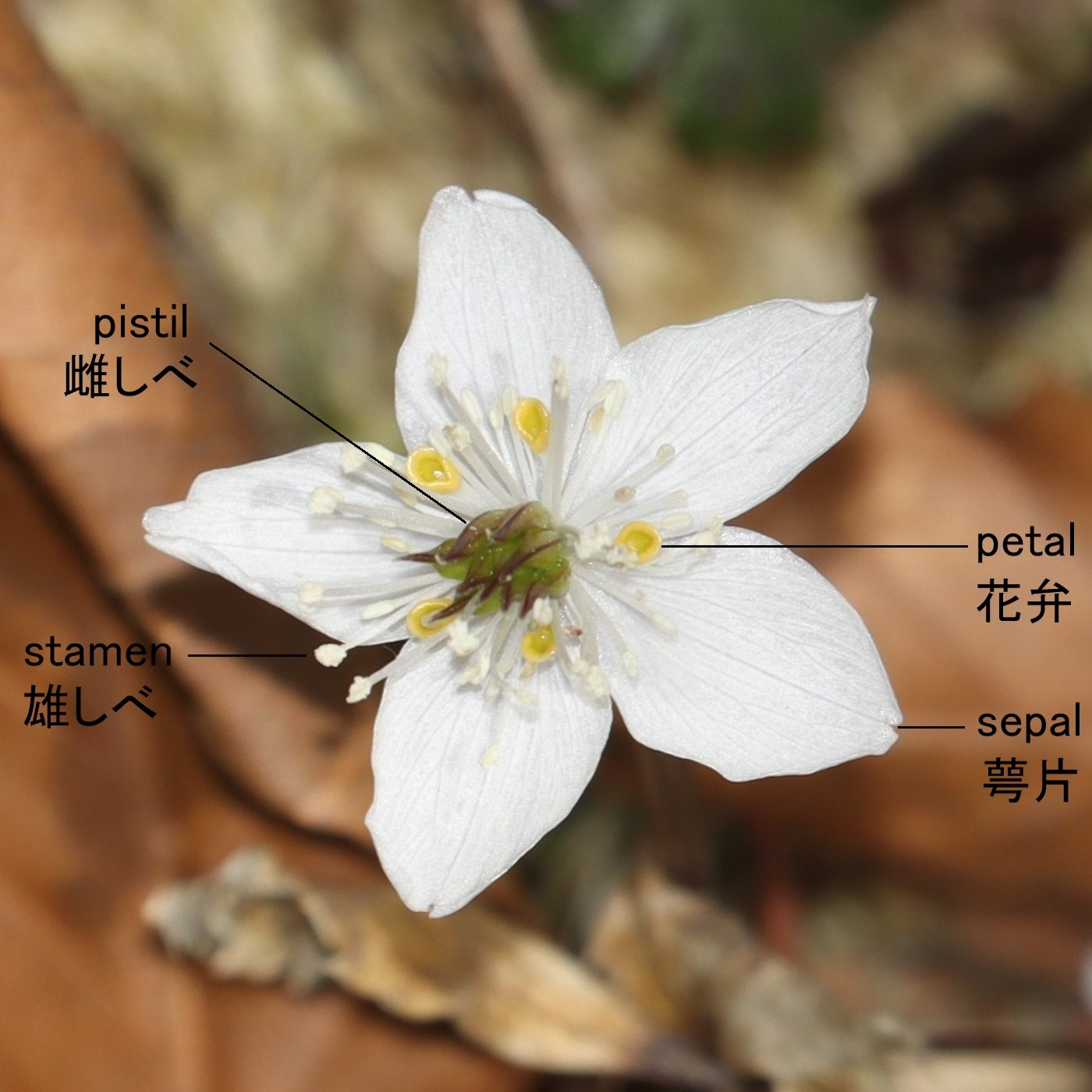
白色の大きな倒卵状楕円形の萼片と小さな蜜弁がある
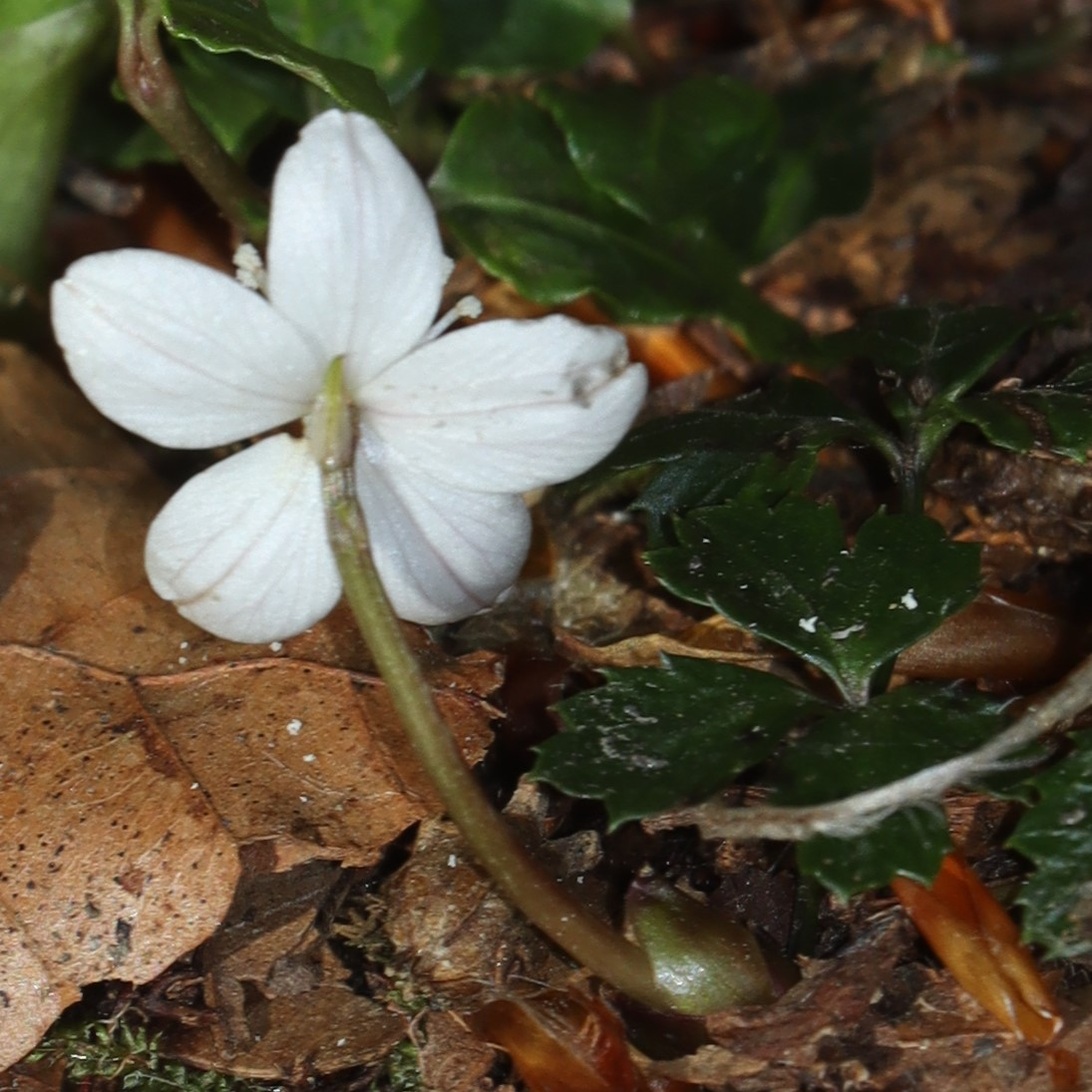
花茎と萼片の裏面

果実は袋果が集まった集合果で、上端に穴がある。

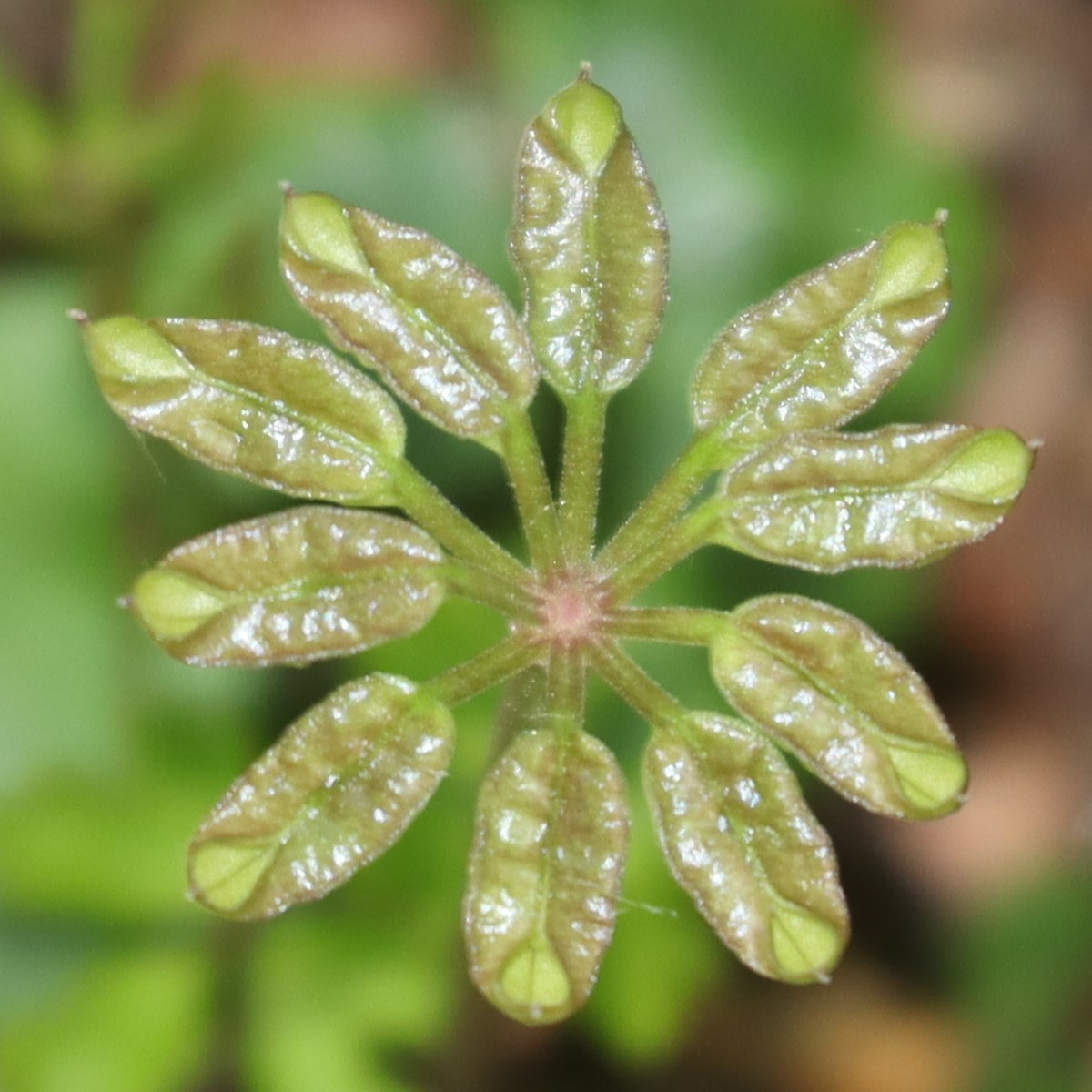
袋果が集まった集合果

## 分布と生育環境

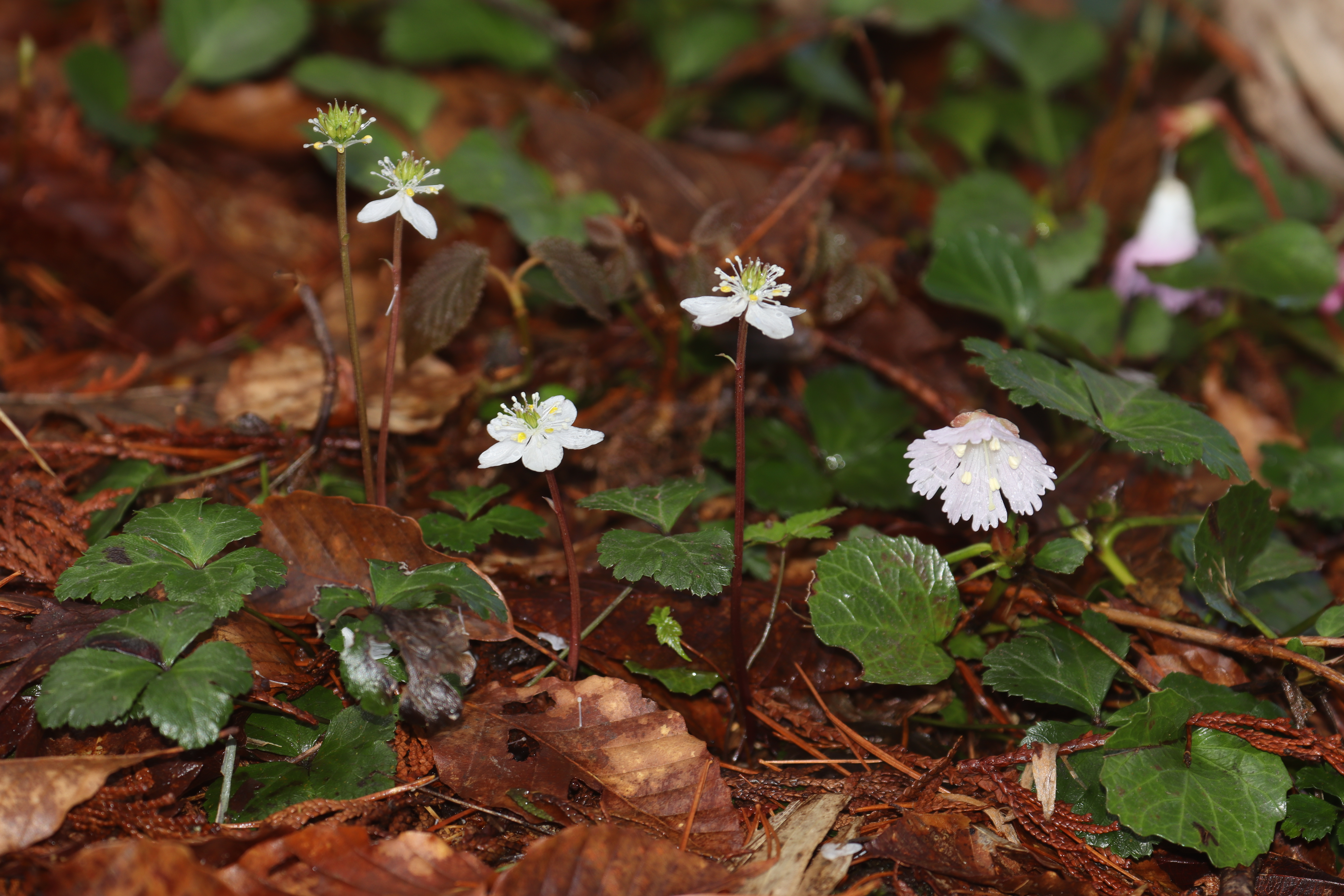
山地の森林内にトクワカソウと共に生育するキタヤマオウレン、岐阜県飛騨地方にて

日本固有種で、本州（岐阜県、滋賀県、福井県、京都府の日本海側）に分布する。岐阜県では、飛騨市打保、深洞湿原、天生湿原、万波ゴミ谷、大野郡白川村飯島、天生峠、郡上市銚子ヶ峰、白鳥町阿多岐、関市川浦谷、銚子滝、小ツゲ谷、板取谷、揖斐郡揖斐川町塚、坂内金糞岳、山県市柿野西洞、円原、神崎ガッパ谷、本巣市根尾東谷、東河内などで確認されている。福井県では、勝山市赤兎山、取立山、大師山、今立郡池田町冠山、金草岳、大野市平家岳、姥ヶ岳、越前市権現山、日野山、南条郡南越前町夜叉ヶ池、敦賀市西方ヶ岳、蠑螺が岳、三方山、岩籠山などで確認されている。滋賀県では高島市寒風峠、鵜川越などで確認されている。京都府では、京都府左京区鞍馬山、南丹市美山町京都大学芦生研究林、綾部市阿須須伎神社、京丹後市などで確認されている。基準標本は岐阜県揖斐郡揖斐川町のもの。
山地から亜高山帯にかけてに林内に生育する。